# Fritz Gabriel Bauer

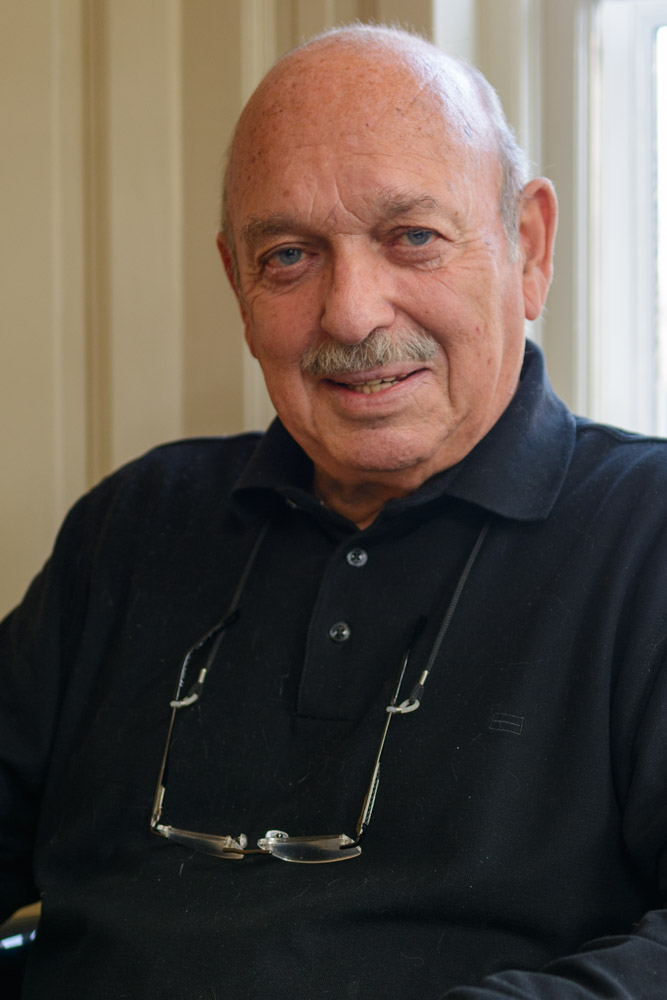
Fritz Gabriel Bauer im November 2017

Fritz Gabriel Bauer (* 6. Juni 1941 in Wien; † 17. November 2021) war ein österreichischer Ingenieur und Kamerabauer. Er wurde mit drei Oscars für Wissenschaft und Entwicklung ausgezeichnet.

## Werdegang
Bauer absolvierte eine Höhere Technische Lehranstalt in Wien und arbeitete als technischer Zeichner in einem Konstruktionsbüro. 1960 inskribierte er das Studium für Bühnenbild bei Caspar Neher an der Akademie der bildenden Künste Wien und wurde Nehers Assistent. Nach dessen Tod 1962 arbeitete er als Bühnentechniker an der Wiener Staatsoper und ging 1964 mit dem Regisseur Axel Corti nach Oberhausen, als dieser dort die Theaterleitung erhielt. Ab Mitte der 1960er-Jahre hat Bauer Bühnenbauten für Opern- und Konzertfilme von Herbert von Karajan kameratauglich gemacht.

## Entwicklung der Moviecam
1969 gründete Bauer gemeinsam mit dem Kameramann Walter Kindler in Wien die Produktionsfirma Moviegroup, die auf Werbefilme und Filmsynchronisationen spezialisiert war.
In den 1970er-Jahren entwickelte Bauer die Moviecam, eine kleine, leichte Kamera, die sich für den Einsatz als Schulterkamera eignete. Die Weiterentwicklungen Moviecam 2, Moviecam SuperLight (SL) und Moviecam Compact kamen bei zahlreichen Hollywoodproduktionen zum Einsatz – unter anderem bei Filmen von Stanley Kubrick, Steven Spielberg und Quentin Tarantino. Die Kameras wurden 1988, 1994 und 2000 jeweils mit einem  Technik-Oscar ausgezeichnet. Die Jurybegründung 2000 lautete: “The quiet Moviecam Superlight is an extremely small and light 35mm professional motion picture sound camera which allows the cinematographer to film in ways and situations that were never before possible.” 1997 wurde Moviecam von ARRI übernommen. Bauer war maßgeblich an der Entwicklung des Nachfolgemodells der Arriflex beteiligt: Die Arricam kam 2000 auf den Markt.
2010 brachte Fritz Gabriel Bauer unter dem Namen Easy Focus ein Autofokussystem für Kinokameras zur Marktreife.

## Auszeichnungen
- Oscar für Wissenschaft und Entwicklung 1988[9]
- Oscar für Wissenschaft und Entwicklung 1994
- Oscar für Wissenschaft und Entwicklung 2000[7]
- Time Emmy Award for Outstanding Achievements in Engineering Development for the Moviecam Superlight 2000[10]